# Электроника-60
«Электроника-60» — серия мини и микро-ЭВМ, производившихся в СССР.
Машины серии «Электроника-60» предназначались для использования в составе управляющих комплексов систем дискретной автоматики либо для отладки программ встраиваемых специализированных микроЭВМ с интерфейсом МПИ по ОСТ 11.305.903—80. Система команд соответствует ОСТ 11.305.909—80 и совместима с семейством PDP-11 фирмы DEC. Некоторые из машин серии были прямыми аналогами PDP-11 на отечественной элементной базе.
МикроЭВМ серии «Электроника-60» имеют модульный принцип построения, то есть все функциональные модули ЭВМ выполнены в виде конструктивно законченных устройств (модулей), связь между которыми осуществляется через системный канал микроЭВМ.
Семейство микроЭВМ «Электроника-60» включает в себя два поколения: ряд «Электроника-60» и ряд «Электроника-60-1».
Первый ряд включает в себя модификации «Электроника 60», «Электроника 60М» и «Электроника 60Т», которые отличаются используемыми модулями процессора (М1, М2 и М3 соответственно).
Ряд «Электроника-60-1» включает в себя микроЭВМ «Электроника МС 1211» и «Электроника МС 1212». Данные микроЭВМ обладают более высоким быстродействием (в 2-3 раза), расширенной системой команд (включая 46 команд над числами в формате с плавающей точкой), увеличенным объёмом памяти, с расширением адресного пространства до 18 и 22 разрядов с использованием диспетчера памяти.
«Электроника-81» — самая мощная микроЭВМ серии, также известна под названием «Электроника МС 1213». Обладает наибольшим быстродействием, адресное пространство — 22 разряда.
ЭВМ серии «Электроника-60» выпускались Министерством электронной промышленности (МЭП) на заводе «Процессор» НПО «Электроника» в г. Воронеже, а также в Ереване. Часть узлов собиралась на нововоронежском заводе «Алиот», также входившем в НПО «Электроника».

## Конструктивы микроЭВМ и комплексов
Конструктивно микроЭВМ «Электроника-60» представляет собой блок, монтируемый в стойку или используемый в составе вычислительных комплексов. Промышленностью выпускалось несколько разновидностей вычислительных комплексов: от минимальных управляющих до систем подготовки программного обеспечения.
«Электроника-60» уже не имела пульта управления для занесения данных напрямую в память и считывания состояния системной шины — управление ЭВМ осуществлялось исключительно через пультовый терминал. В качестве такового использовалась электрическая пишущая машинка «Consul-260» или алфавитно-цифровой дисплей 15ИЭ-00-013.
- 15ВМ-16-002 (15ВМ-16-007, 15ВМ-16-008) — минимальный вариант без блока питания, состоящий из каркаса, внутри которого размещается плата центрального процессора (М1, М2 или М3) и устройства управления В1. Предназначалась для встраивания в управляемое оборудование.
- 15ВМ-16-004 (15ВМ-16-012) — расширенный вариант, состоящий из процессора М1 или М2, устройство управления В1, устройство управления В21, блок питания БПС6-1, каркас, кожух.
- 15ВМ-16-005 (15ВМ-16-013) — автономная вычислительная система, рассчитанная на одного пользователя, включала в себя: процессор М1 или М2, устройство управления В1, устройство управления В21, блок питания БПС6-1, каркас, кожух, стол, «Consul-260», фотосчитыватель с перфоленты FS-1501, перфоратор ПЛ-150.

### Периферия
Помимо собственно микроЭВМ могли применяться различные периферийные устройства. Такие конструкции выпускались в виде комплексов:
- «Электроника В» МС11900.1 — корпус, стол, процессор М2, блок питания БПС6-1, дисплей 15ИЭ-00-013, фотосчитыватель FS-1501, перфоратор ПЛ-150, АЦПУ Robotron-1150.
- 15ВУМС-28-025 — микроЭВМ в исполнении 15ВМ-16-004, блок питания, корпус, стол, стойка, дисплей 15ИЭ-00-013, АЦПУ Robotron-1150, накопитель «Электроника ГМД 70».[источник не указан 2858 дней]

### «Электроника-60-1»
Дальнейшее развитие микроЭВМ, «Электроника-60-1», поставлялись в трёх различных исполнениях:
- В состав МикроЭВМ МС 1211 входят: центральный процессор М6 (МС 1601.01), запоминающее устройство П5 (МС 3101), интерфейс последовательный И12 (МС 4602) и устройство аппаратной загрузки-диагностики СМ 1 (МС 3401). ЭВМ МС 1211.01 поставлялась с коммутационной панелью (корзиной) МИ3 на 5 позиций, а МС 1211.02 — МИ2 на 10 позиций.
  - Управляющий комплекс МС 1211.01 выполнен без кожуха и блока питания и предназначен для встраивания в технологическое и контрольно-измерительное оборудование.
  - МС 1211.02 имеет кожух, блок питания МС 92305.1, лицевую панель с пультом управления и предназначен для установки в стандартную стойку СТ СЭВ 834-77.
- МикроЭВМ МС 1212 содержит центральный процессор М6 (МС 1601.02), интерфейс последовательный И12 (МС 4602), запоминающее устройство П7 (МС 3102.01), устройство аппаратной загрузки-диагностики СМ 1 (МС 3401) и блок комбинированный Электроника МС 9502. Конструктивно МикроЭВМ МС 1212 выпускались в корпусе, аналогичном МС 1211.02, с коммутационной панелью МИ2.[источник не указан 2858 дней]

## Процессоры
Центральные процессоры микроЭВМ ряда «Электроника 60» построены на базе микропроцессорного набора МДП БИС серии К581.
Центральные процессоры микроЭВМ ряда «Электроника 60-1» построены на базе микропроцессорного набора n-канальной МДП БИС серии КН1811 в керамических 40-выводных корпусах типа Н13.40-1: КН1811ВМ1, КН1811ВУ1, КН1811ВУ2, КН1811ВУ3 и КН1811ВТ1.

### Процессоры М1 и М2

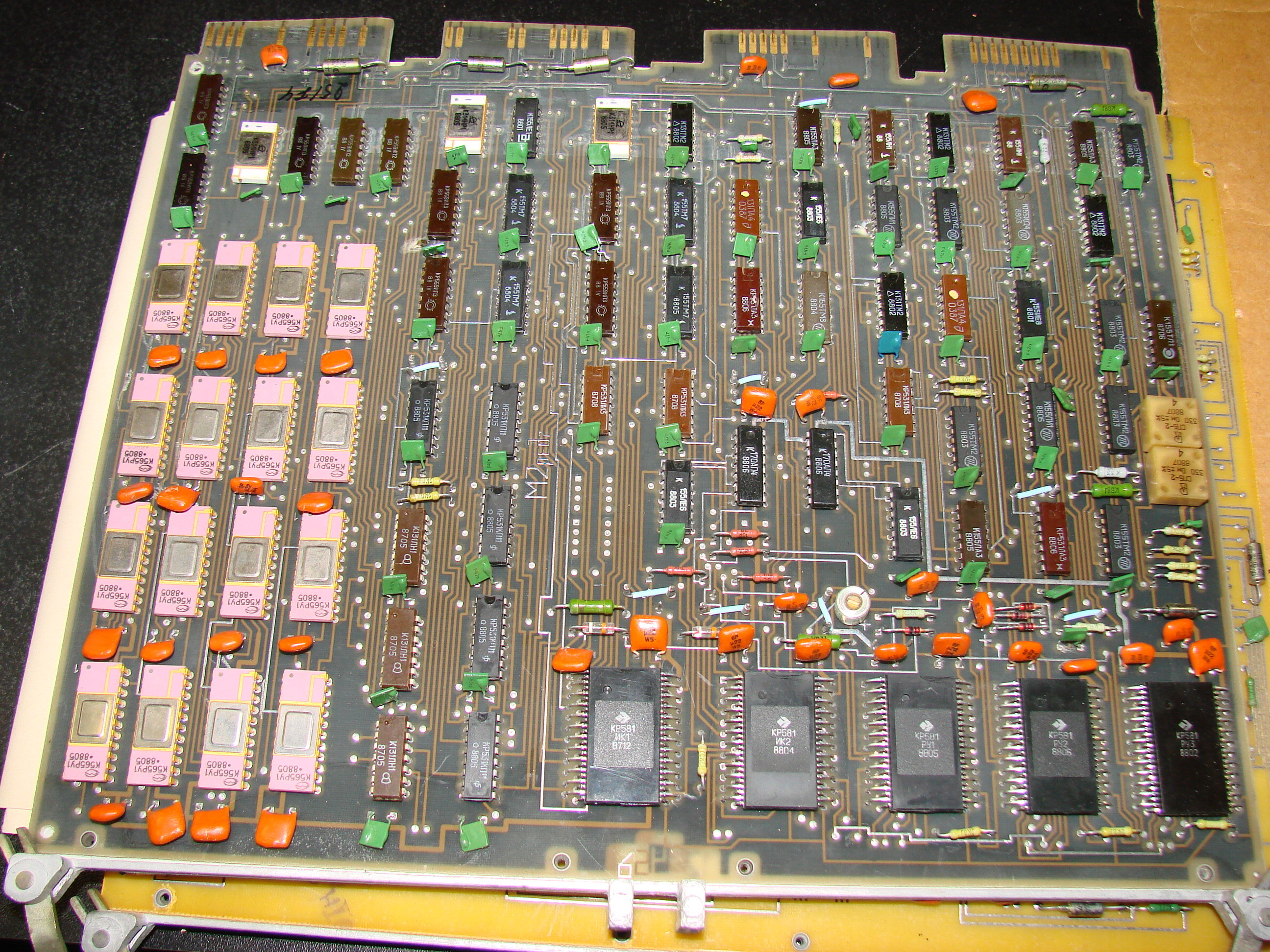
Процессор М2

Процессоры M1 и M2 состоят из нескольких БИС:
- регистрового арифметико-логического устройства (РАЛУ) К581ИК1;
- управления (БМУ) К581ИК2;
- ПЗУ микропрограмм К581РУ1 и К581РУ2;

объединённых между собой 22-битным микроканалом. Процессор М2 содержит дополнительную БИС микрокоманд К581РУ3 и реализует расширенный набор команд микроЭВМ. Набор БИС является аналогом первого микропроцессорного набора MCP-1600 для LSI-11, совместно разработанного фирмами DEC и Western Digital в 1976 году, соответственно: CP1611 Data chip, CP1621 Control chip, и CP1631 Microcode ROM (MICROM). В отличие от оригинального набора, применены пластиковые корпуса с зигзагообразным четырёхрядным расположением выводов.
АЛУ 8-битное, микрокод 22-битный, вертикальный, 26 8-разрядных регистров, из которых 16 программно видны как 16-битные 6 РОН, указатель стека и счётчик команд.
Процессоры М1 и М2 имеют на плате ОЗУ объёмом 4 К 16-разрядных слов.
Технические характеристики ЦП М2:
- Разрядность слова: 16 бит
- Объём логического адресного пространства: 32 К слов (64 Кбайт)
- Объём резидентного ОЗУ: 4 К слов (8 Кбайт)
- Число команд: 81 (включая 4 команды расширенной арифметики и 4 с плавающей точкой)
- Быстродействие: 250 тыс. оп/с
- Разрядность чисел с плавающей запятой: 32
- Число больших интегральных микросхем (БИС): 5
- Мощность потребления: от источника +5 (±0,25) В: 12,5 Вт; от источника +12 (±0,36) В: 18 Вт
- Размер платы: 240 × 280 мм

### Процессор М3
Процессор М3 выполнен на основе однокристальной БИС К581ВЕ1 (клон CP1651), совместим по набору команд с М1, но обладает большим быстродействием. Процессор М3 занимает одну полуплату МПИ и не содержит ОЗУ.

### Процессор М5
Процессор микроЭВМ «Электроника-81» (МС 1213). Выполнен на основе МПС К1804, размещается на полной плате МПИ (252 на 296 на 12 мм). Реализован набор из 95 команд (полностью совместим с Электроникой 100/25) и 22-битное адресное пространство, но нет возможности подключения модуля FPU.
АЛУ 16-битное, на четырёх 4-битных БИС К1804ВС1, микрокод 64-битный горизонтальный, 16 16-разрядных регистров, из них программно доступно 6 РОН, указатель стека и счётчик команд.
- Разрядность слова: 16 бит
- Объём логического адресного пространства: 32 К слов (64 Кбайт)
- Число команд: 95
- Быстродействие: 800 тыс. оп/с
- Разрядность чисел с плавающей запятой: 32
- Число БИС: 13

### Процессор М6

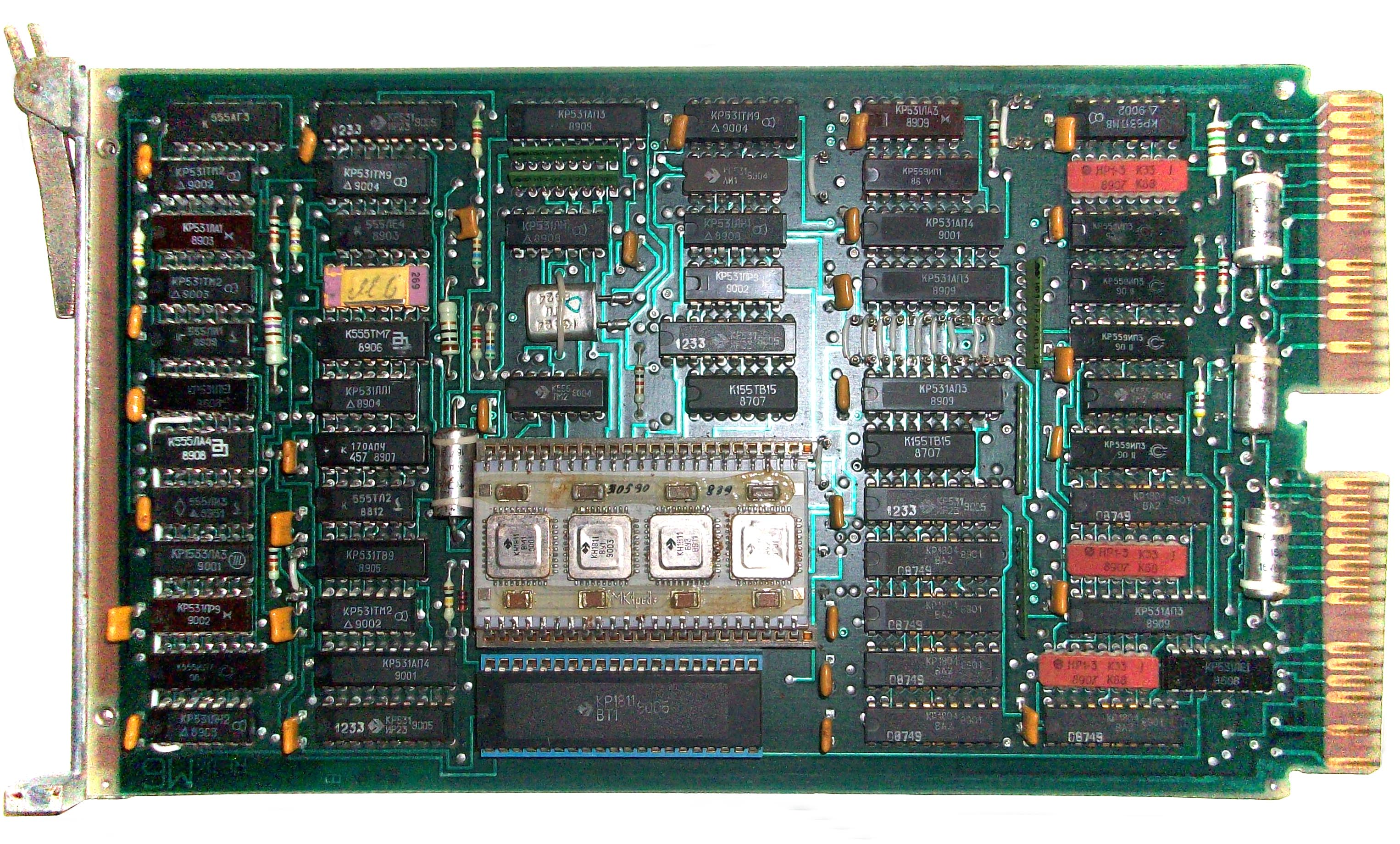
Процессор М6 со сборкой МК1

Процессор М6 имеет два исполнения: МС 1601.01 и МС 1601.02. Первый имеет 18 разрядов шины адреса (МПИ-18) и адресует 256К, второй имеет 22 разряда шины адреса (МПИ-22) и адресует до 4Мб. Процессор приблизительно повторяет конструкцию модели DEC KDF-11: KDF11-AA c 18-битной шиной и KDF11-AB с 22-битной шиной. Количество команд: основных — 92, с плавающей точкой — 46. Быстродействие — приблизительно 600 тысяч команд типа регистр-регистр в секунду и приблизительно 250 тысяч команд в секунду на целочисленных задачах.
АЛУ 16-битное, микрокод 25-битный, вертикальный, трёхуровневый, 14 16-битных регистров, из них программно доступно: 6 РОН, 2 (системный и программный) указателя стека и счётчик команд.
БИС процессора М6 представляют собой большие гибридные интегральные схемы, на поверхности которых установлены БИС в микрокорпусах Н13.40-1. Процессор M6 может нести 2 гибридных БИС — МП (микропроцессор), ПЗ (блок плавающей запятой). Такая конструкция повторяет чипы DEC F-11 (Fonz). Отдельно устанавливается БИС ДП (диспетчера памяти).
БИС МП выполняет набор основных 92 команд и несёт на себе 2 БИС в микрокорпусе : КН1811ВМ1 (DEC DC302F/H) — БИС обработки данных и КН1811ВУ1 (DEC DC303A) — БИС управляющей памяти. Процессор М6 может работать только при установке БИС МП. При этом адресуемая память составляет 64 К и команды с плавающей точкой не поддерживаются.
БИС ПЗ состоит из двух БИС в микрокорпусе КН1811ВУ2 (DEC DC303D/E/F), КН1811ВУ3 (DEC DC303D/E/F) — БИС управляющей памяти, которые содержат микропрограммы выполнения команд с плавающей запятой (аналог KEF11), 46 дополнительных команд.
БИС ДП КМ1811ВТ1 или КР1811ВТ1 (DEC DC304E) — БИС диспетчера памяти (аналог KTF11 MMU), обеспечивает формирование 18- или 22-разрядного адреса шины, имеет керамический (КМ1811ВТ1) или пластиковый (КР1811ВТ1) корпус.
Последующие ревизии процессора М6 (М6 ред. 6 и выше) имели в качестве микропроцессора микросборку МК1, на которой были объединены МП и ПЗ, то есть все 4 БИС в микрокорпусах: КН1811ВМ1, КН1811ВУ1, КН1811ВУ2, КН1811ВУ3.

### Процессор М8
Размещается на полуплате МПИ. Процессор повторяет конструкцию процессора DEC KDJ-11. Выполнен на микросхемах КН1831ВМ1 (DCJ-11AA), КН1831ВУ1 (DCJ-11DC) (на микросборке) и К1831ВУ2, К1831ВТ1.

### Процессор М11
Размещается на полной плате МПИ, выполнен на серии КН1831ВМ1. В отличие от процессора М8, для работы ему не требовалась плата устройства аппаратной загрузки-диагностики СМ 1 (МС 3401).

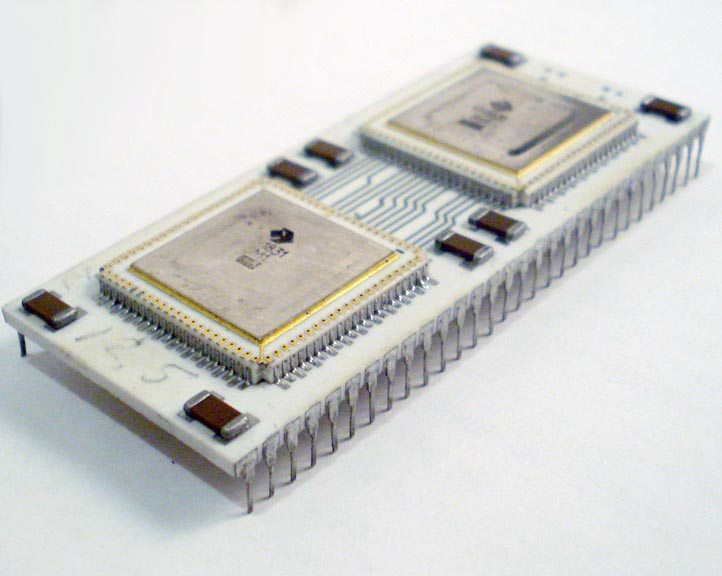
Микропроцессор 1831ВМ1 на микросборке
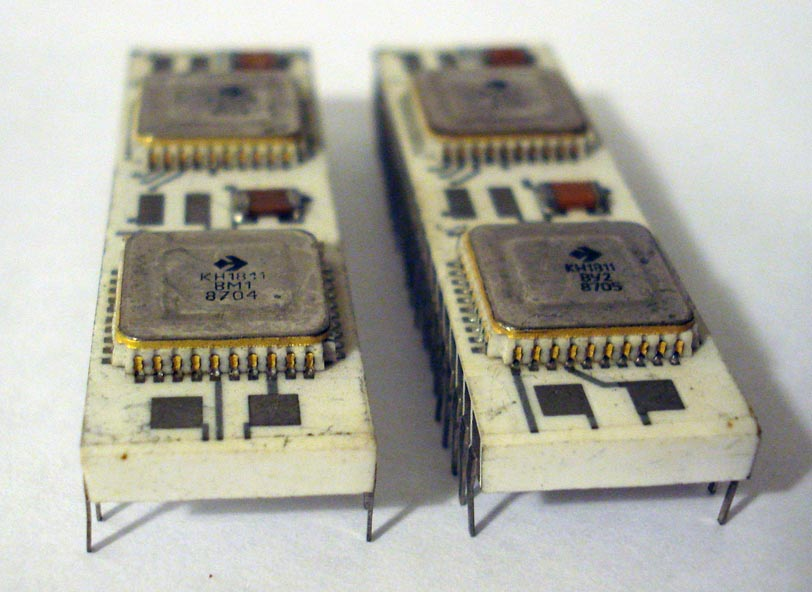
Микросборки МП и ПЗ
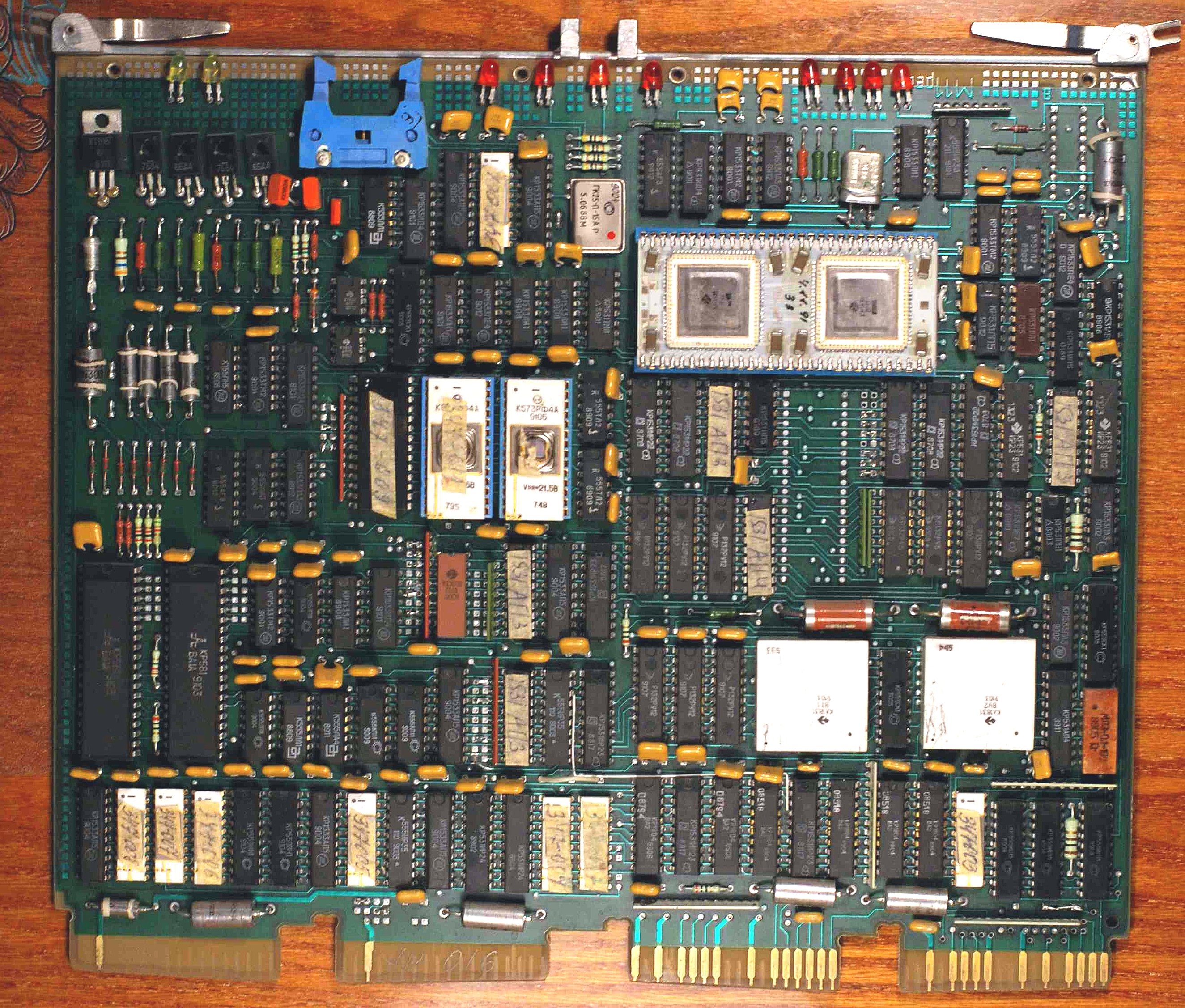
Процессор М11

## Интерфейсы и модули

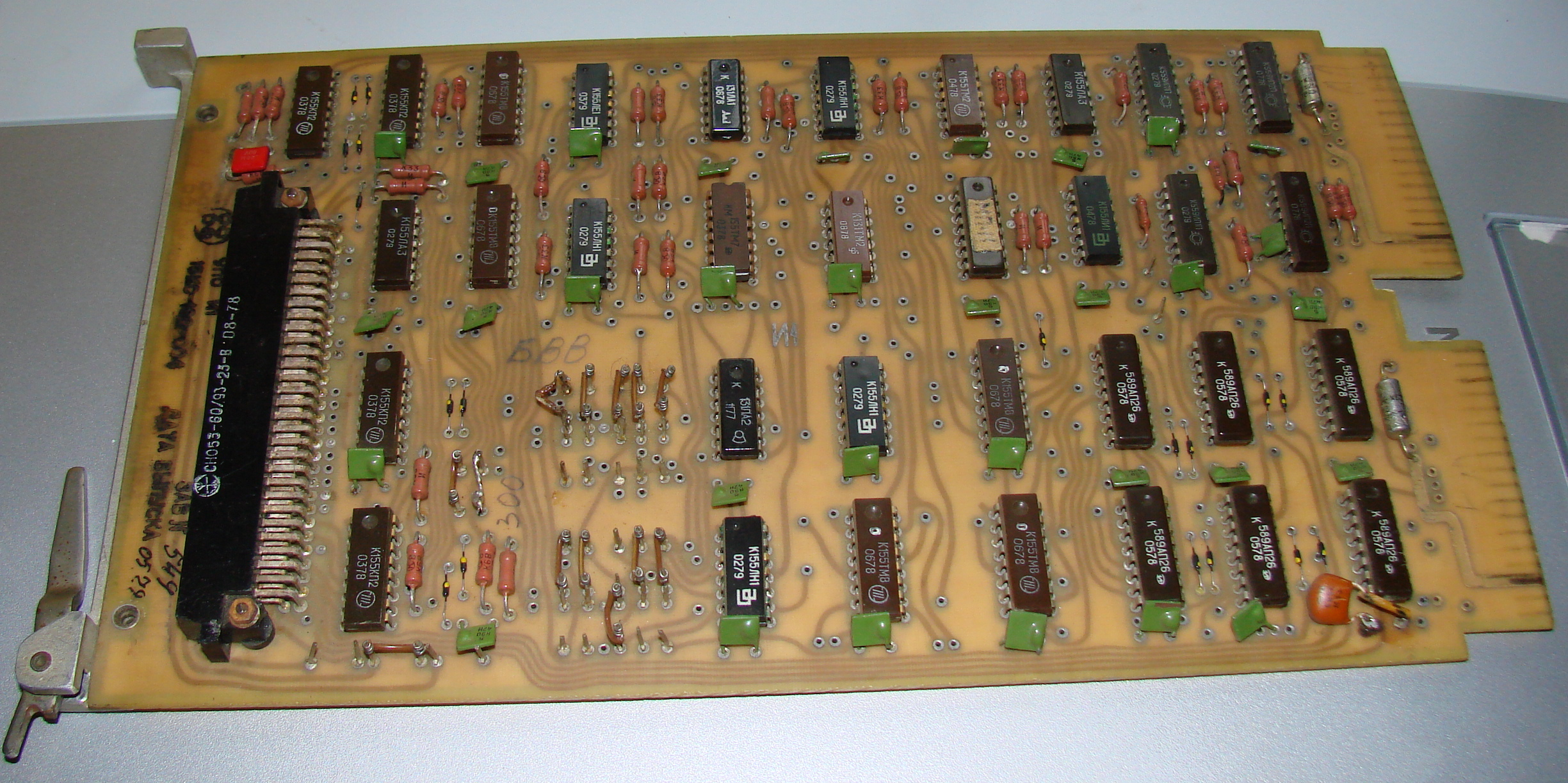
Плата интерфейса И1

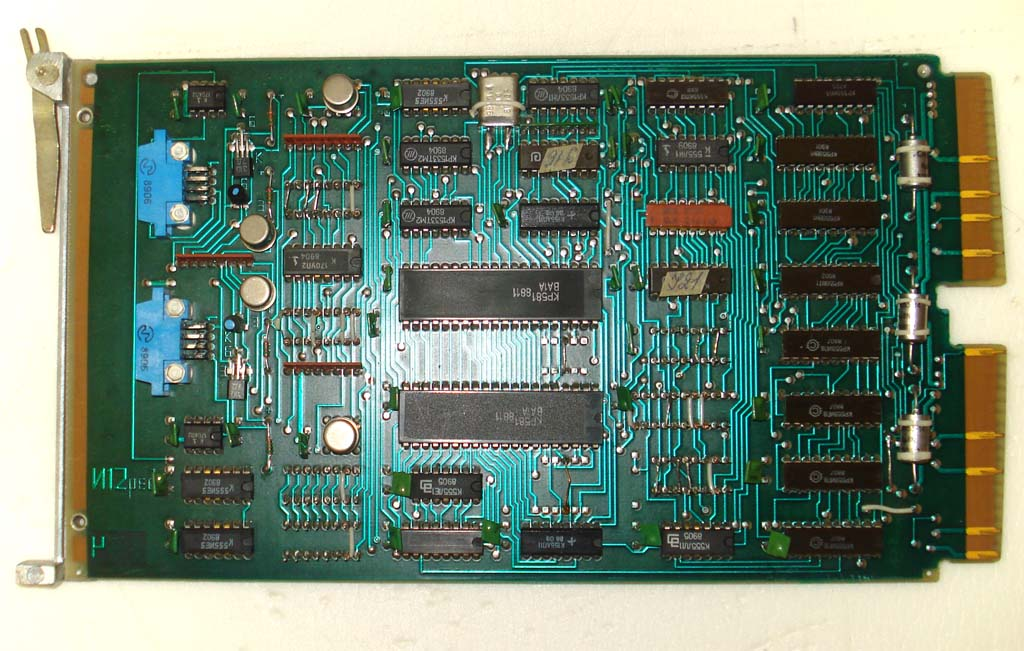
Плата интерфейса И12

Запоминающие устройства на полупроводниковых микросхемах динамического типа
- П1 15УЗО-4-002 ёмкостью 4 К 16-разрядных слов. Время выборки — 500 нс. Время обращения — 800 нс, требует внешней регенерации не реже 1 мс.
- П2 15УЗО-4-003 ёмкостью 4 К 16-разрядных слов на основе К565РУ1А. Время выборки — 500 нс. Время обращения — 800 нс. Питание: +5 (±5 %) В и +12 (±3 %) постоянного тока при потребляемой мощности не более 3,3 Вт и 11 Вт соответственно. Габаритные размеры модуля: 252 × 143 × 12 мм, масса не более 0,35 кг. Каждые 2 мс требуется регенерация, в виде выполнения центральным микропроцессором или другим активным устройством, работающим в режиме ПДП, 64 тактов считывания при адресации по строкам.
- П3 МС 3105 3.858.355 (15УЗО-16-004) ёмкостью 16 К 16-разрядных слов на основе К581РУ4 (или К565РУ3). Время выборки — 200 нс. Время обращения — 400 нс, требует внешней регенерации не реже 2 мс. Выпускалась исполнениями: МС3105.02 (накладка с правосторонней фиксацией) и МС3105.03 (накладка с левосторонней фиксацией).
- П5 МС 3101 ёмкостью 32 К 16-разрядных слов. Время выборки — 200 нс. Время обращения — 400 нс. Обеспечивается контроль по чётности и автономная регенерация. Выполнено на основе микросхем К565РУ3А и управляющей схемы К1801ВП1-030. Потребляемый ток — 2 А при +5 В.
- П7 МС 3102.01 ёмкостью 128 К 16-разрядных слов. Обеспечивает автономную регенерацию. Выполнено на основе микросхем К565РУ5 (4×9 шт.).

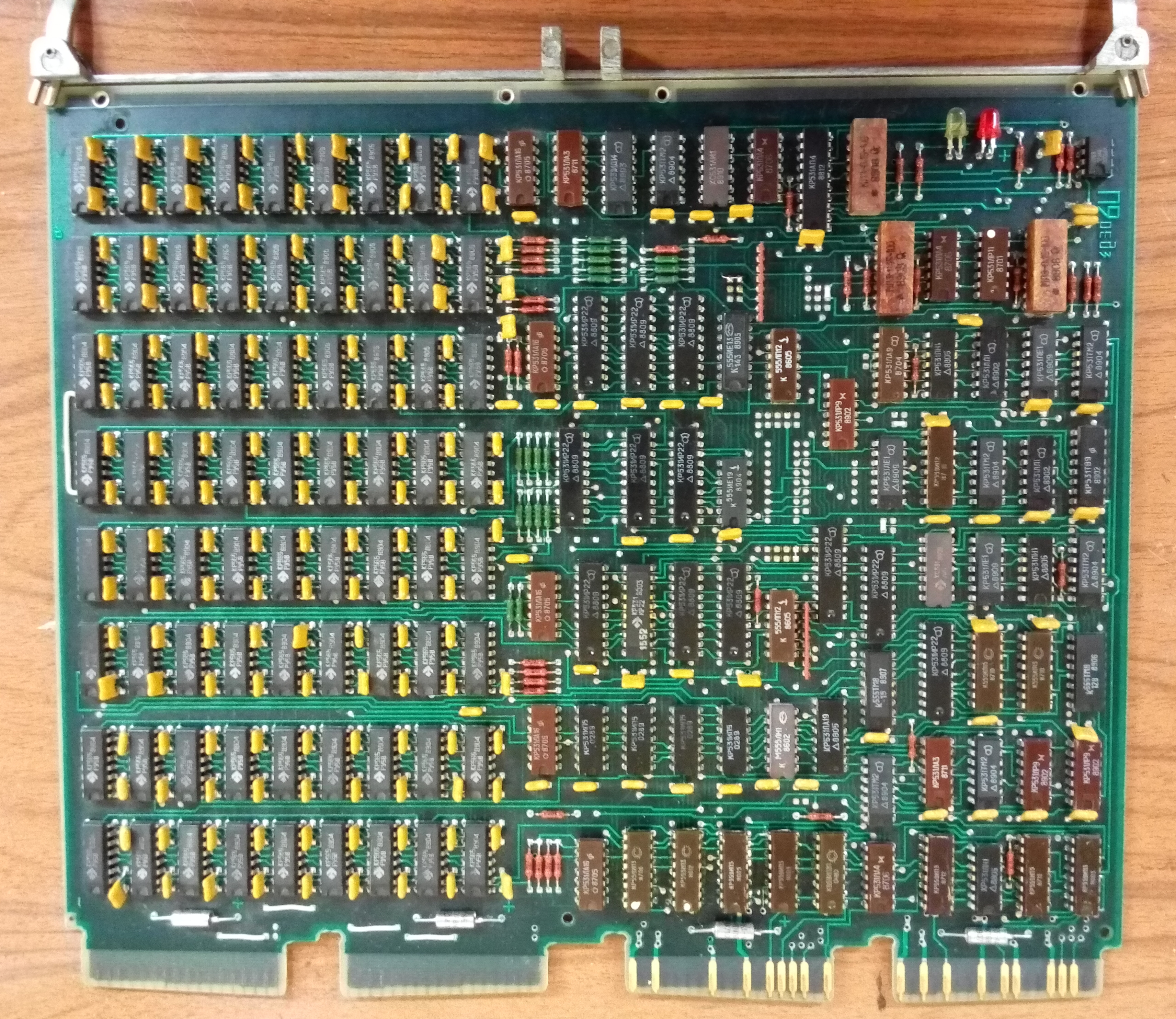
Плата ОЗУ П9

- Плата ОЗУ П9П9 МС 3107 ёмкостью 256 К 16-разрядных слов. Время обращения — 600 нс. Обеспечивает автономную регенерацию, контроль чётности и операции блочного чтения/записи на шине МПИ. Потребляемый ток — не более 4 А при +5 В.
- П12 оперативное запоминающее устройство ёмкостью 1024 К 16-разрядных слов.
- ПП1 15УЗП-2-002 устройство постоянной памяти, ёмкостью 2 К слов, выполнено на микросхемах серии К556РТ4 (32 штуки) с электрическим прожиганием.
- ПП2 15ИПГ-4-011 устройство постоянной памяти, ёмкостью 4 К слов, выполнено на микросхемах с электрическим программированием и стиранием КР558РР1.

Модули интерфейсов
- Устройство последовательного обмена УПО 15ВВВ-60/9600-003 предназначено для подключения к МикроЭВМ последовательных устройств ввода-вывода. Может работать в режиме прерываний. Используется для подключения дисплея 15ИЭ-00-013 по интерфейсу ИРПС (токовая петля 20 мА).
- Интерфейс И1 15КС-160-004 Устройство параллельного обмена И1 3.858.352. Базовый регистр адреса — 167770. Для тестирования используется сервисная розетка 3.647.012 и программа «Системный тест» 2.791.004 ПО7.
- Интерфейс И2 15КС-180-032 предназначен для подключения к МикроЭВМ 16-битных параллельных устройств ввода-вывода. Устройство имеет 16 входных ТТЛ линий для ввода данных, 16 ТТЛ линий для вывода и 4 линии управления. Может работать в режиме прерываний. Скорость обмена — до 180 Кб/c. При работе в составе комплекса 15УТ-1-037 через контроллер И2 подключаются графический дисплей 15ИГ-160х210-001 с контроллером 15КС-16-016, кодировщик и устройство управления маркером.
- Интерфейс И3 15КС-14-002 предназначен для подключения к микроЭВМ параллельных устройств ввода-вывода. Может работать в режиме прямого доступа в память.
- Интерфейс И4 15ИПГ-16-012 обеспечивает интерфейс с НГМД на 8-дюймовых гибких магнитных дисках «Электроника ГМД-70» 15ВВМД-512-002 или «Электроника НГМД-7012» и выполняет следующие функции: обмен с НГМД, регенерация динамической памяти, начальная загрузка системы (загрузчик реализован на двух ПЗУ К155РЕ3). Связь с И4 с контроллером НГМД осуществена при помощи 60-контактного разъёма типа СН053-60/93 × 9В-23.
- Интерфейс И5 15КС-16-037 Интерфейс пользователя. Содержит адресный селектор на 4 канала, логику прерывания на 2 канала и свободные позиции для установки микросхем пользователя.
- Интерфейс И7 предназначен для подключения к каналу микроЭВМ устройств ввода-вывода, обменивающихся данными в 8-разрядном параллельном коде. Может работать в режиме прерываний. Реализует интерфейс ИРПР. Используется для подключения печатающих устройств, например DZM-180 или Robotron 1156.
- Интерфейс И8 предназначен для подключения к микроЭВМ фотосчитывателя DARO-1240.
- Интерфейс И9 предназначен для подключения к микроЭВМ перфоленточной станции СМ-6204.
- Интерфейс И11 предназначен для подключения к микроЭВМ накопителя на 8-дюймовых гибких магнитных дисках «PLx−45D». Построен на основе микросхем комплекта 1804 (2 К1804ВС1), имеет 2 Кбайт ПЗУ и 128 байт ОЗУ.
- Интерфейс И12 «Электроника МС 4601» построен на базе БИС асинхронного приёмопередатчика серии КР581ВА1А (аналог Western Digital TR1602A или Intersil 6402). Используется для организации обмена информацией с внешними устройствами, имеющими интерфейс «20 мА токовая петля» (например, дисплей 15ИЭ-00-013) или «Стык С2». Число каналов связи — 2.
- Интерфейс И17 («Электроника МС 2707») предназначен для подключения к МикроЭВМ накопителя на магнитной ленте 15ВМЛ-10-001.
- Интерфейс И19 предназначен для подключения к МикроЭВМ 4 последовательных устройств ввода-вывода. Выполнен на БИС приёмопередатчиков последовательного канала КР581ВА1А. Каждый канал содержит буфер на 64 байта (КМ536ИР2, аналог AMD 3341). Скорость передачи может программно изменяться с помощью делителя КМ1818ПЦ1 (аналог DEC DC301).
- Интерфейс СМ1 («Электроника МС 3401») устройство аппаратной загрузки и диагностики УАЗД. Содержит регистры и переключатели запуска-останова МикроЭВМ и 24 панели ПЗУ для хранения программ тестов и пультового терминала «Электроника 60-1». Функционально аналогично модулю DEC BDV11 M8012.
- Интерфейс КН1 предназначен для подключения дисковых накопителей. Аналогичен модулю DEC RQDX1 M8639.
- Интерфейс КН2 предназначен для подключения дисковых накопителей. Аналогичен модулю DEC RQDX2
- Таймер программно-управляемый «Электроника МС 4401»
- Устройство интерфейсное ИРПР «Электроника МС 4611»
- Интерфейс НГМД «Электроника МС 4701»
- Устройство управления накопителем на сменных магнитных дисках «Электроника МС 2701»
- Интерфейс В1 предназначен для подключения пишущей машинки «Consul-260» и устройства считывания перфоленты FS 1501.
- Интерфейс В3 предназначен для подключения устройств считывания перфоленты FS 1501 или СП-3.
- Интерфейс В21 15ВВЛ-150-001 предназначен для подключения перфоратора ПЛ-150М.

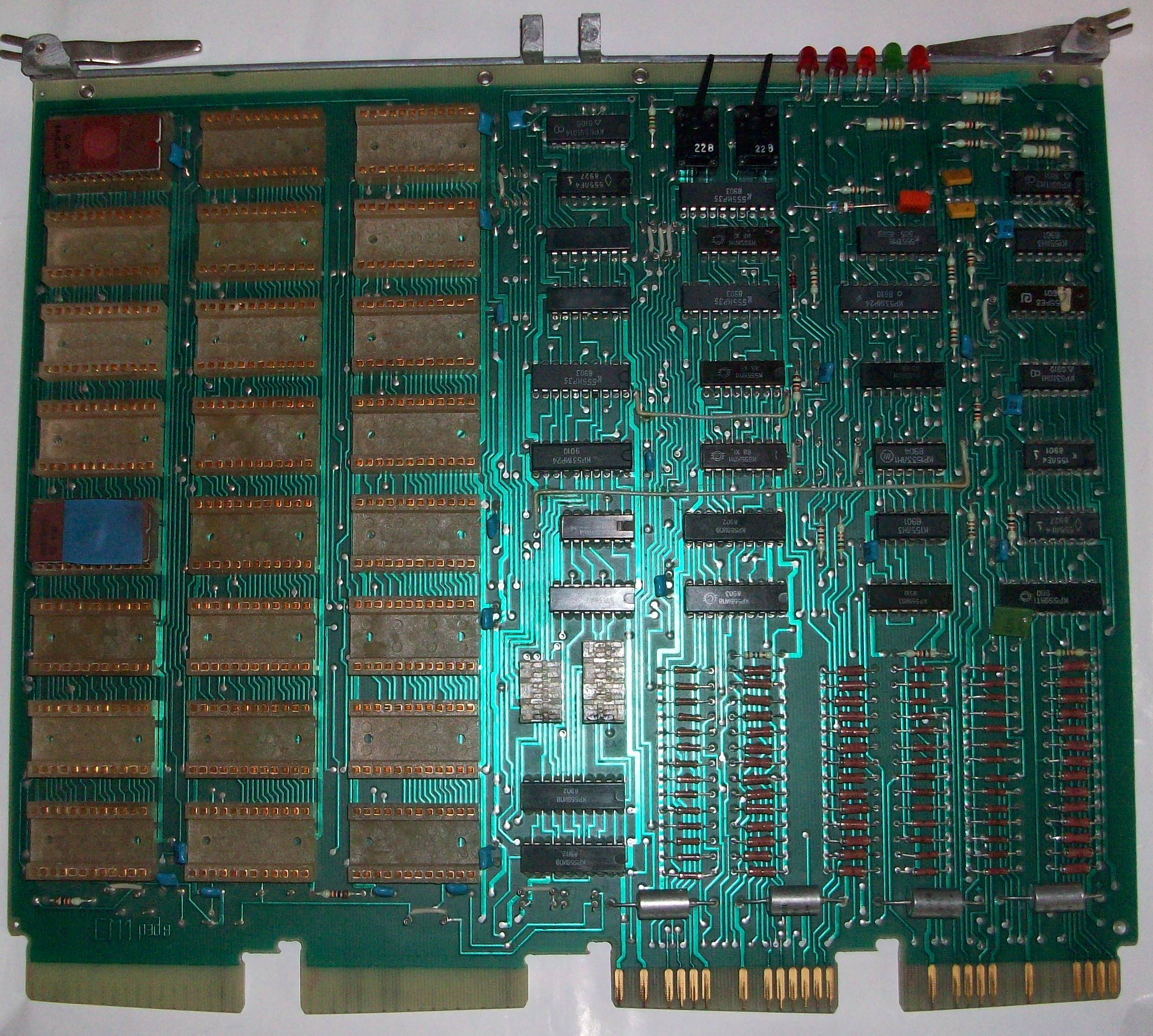
СМ1
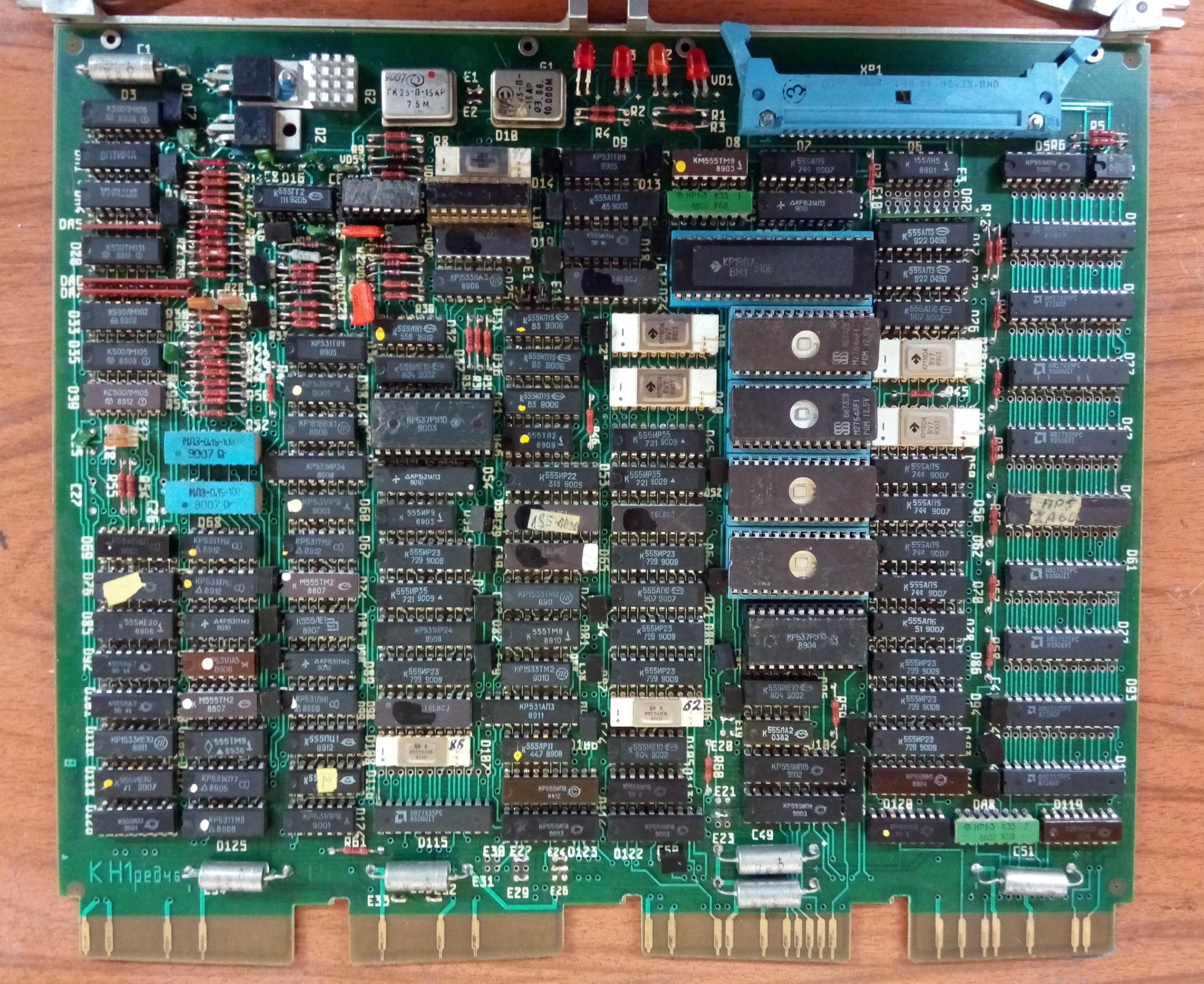
Контроллер накопителей КН1
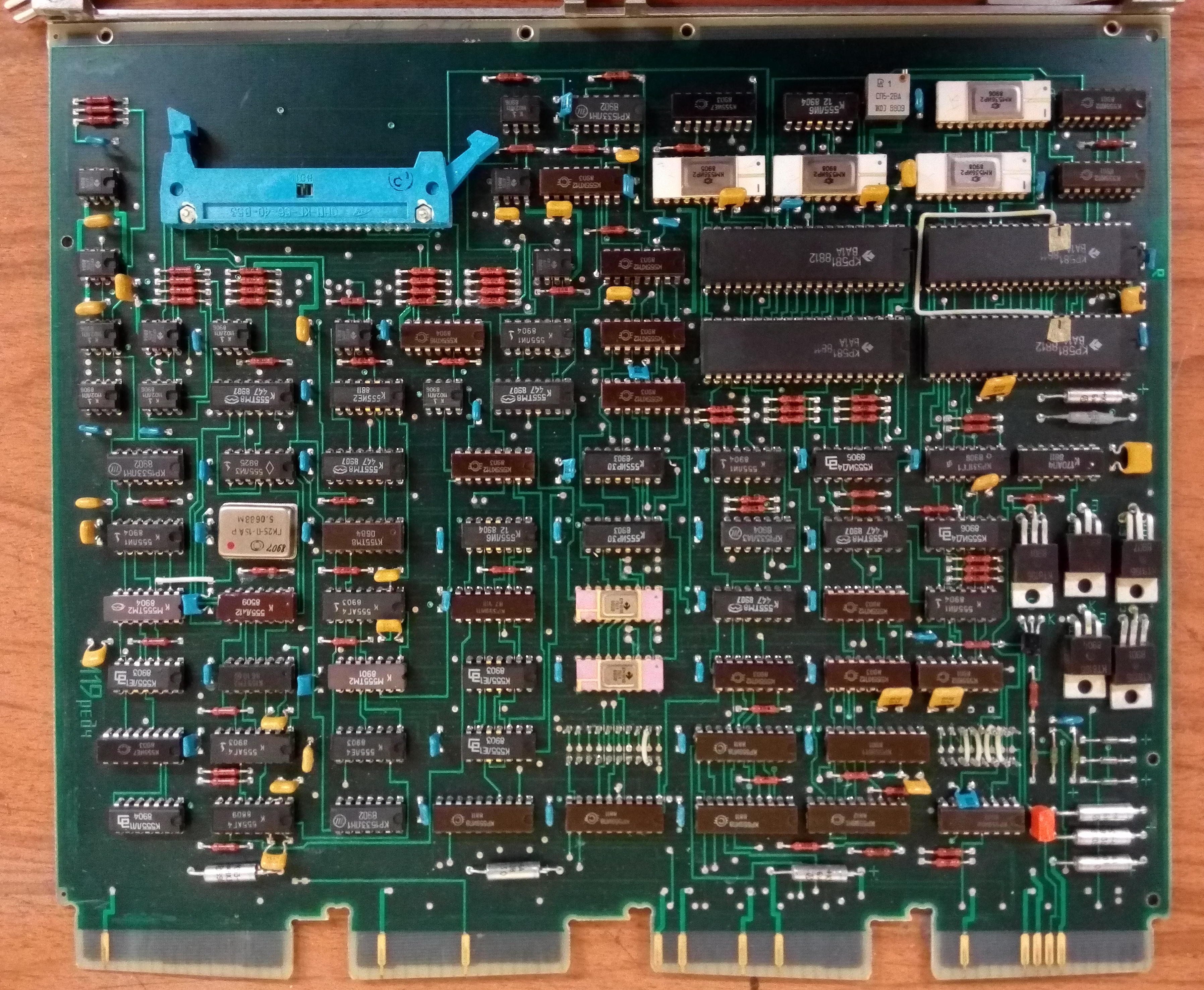
Плата интерфейса И19

## Логическая организация
Минимальной адресуемой единицей памяти является 8-разрядный байт. Поле из двух смежных байтов называется словом. При 16-разрядном канале адресуются 32 К 16-разрядных слов или 64 Кбайт, условно разделяемого на блоки по 4 К слов каждый.
В старших моделях семейства с диспетчером памяти память расширяется до 128 К слов (256 Кбайт) и 2 М слов (4 Мбайт), где М=220.
Адреса с 0 по 254 резервируются под вектора прерываний и их использование под адресные цели не рекомендуется. Последние 4 К слов адресного пространства отводятся под регистры внешних устройств. Адреса регистров задаются перемычками или переключателями на входах схемы сравнения адреса и их конфигурация определяется пользователем.
Данные представляются тремя типами:
1. числа с фиксированной запятой,
2. числа с плавающей запятой,
3. алфавитно-цифровые символы.

| Формат представления | Длина, бит | Диапазон изменения | Диапазон изменения |
| -------------------- | ---------- | ------------------ | ------------------ |
| Формат представления | Длина, бит | с учётом знака     | без учёта знака    |
| Байт                 | 8          | От −128 до 127     | От 0 до 255        |
| Слово                | 16         | От −32768 до 32767 | От 0 до 65535      |
| Двойное слово        | 32         | От −231 до 231-1   | От 0 до 232-1      |

- Числа с плавающей запятой одинарной точности имеют формат длиной в два 16-разрядных слова, при этом пятнадцатый разряд первого (старшего) слова является знаковым, показатель степени содержится в разрядах 14÷7 первого слова со смещением 128. Так как мантисса является нормализованной (то есть старший разряд всегда равен 1), то разряды второго слова и с шестого по нулевой первого слова содержат двоичное представление модуля мантиссы, сдвинутое на один разряд влево. Данный формат позволяет хранить числа в диапазоне ±(10-38÷1038) с точностью до семи десятичных знаков. При этом ноль представляется показателем степени, состоящим из одних нулей.
- Числа с плавающей запятой двойной точности используют тот же формат, что и числа с одинарной, за исключением того, что мантисса занимает 54 двоичных разряда. Данный формат позволяет хранить числа в диапазоне ±(10-38÷1038) с точностью до пятнадцати десятичных знаков.
- Алфавитно-цифровые символы хранятся в виде байтов, содержащих уникальное цифровое представление каждого символа кодировки КОИ-7 Н2.[источник не указан 2858 дней]

Процессоры М1 и М3 выполняют 73 команды в режиме с фиксированной запятой, М2 за счёт дополнительной СБИС КР581РУ3 дополнительно:
- четыре команды расширенной арифметики для осуществления умножения (MULL), деления (DIV), арифметического сдвига 16-разрядного слова (ASH) и арифметического сдвига двойного (32-разрядного) слова (ASHC) над числами с фиксированной запятой и
- четыре команды над числами с плавающей запятой: сложение (FADD), вычитание (FSUB), умножение (FMUL) и деление (FDIV).[источник не указан 2858 дней]

Система команд использует три типа: безадресные, одноадресные и двухадресные.
- В безадресных содержится только код операции, для чего используются все шестнадцать разрядов слова.
- Одноадресные команды в разрядах с шестого по пятнадцатый специфицируют тип операции, которая должна быть выполнена (код операции). Разряды с нулевого по пятый образуют поле адреса приёмника, состоящее из двух подполей:
  - регистра, при этом биты с нулевого по второй определяют, какой из восьми РОНов для адреса операнда будет использован,
  - адресного режима, при котором четвёртый и пятый разряды определяют, как будет применяться выбранный регистр,
  - третий бит указывает на прямой или косвенный метод адресации.

Операции использующие два операнда (сложение, вычитание, пересылка и сравнение) используют команды содержащие два адреса 0 первый операнд называется операндом источника, второй — операндом приёмника. Комбинация битов в поле определяет регистр и режим адресации.
- Двухадресные команда используют 16-разрядное слово способом, аналогичным одноадресной команде — при этом поле адресата источника определяет первый операнд, а адрес источника указывает на размещение второго операнда и результата.

При этом, адрес операнда может быть задан одним из восьми (разряды с третьего по пятый) методов адресации с помощью одного из восьми (три разряда, с нулевого по второй) РОН центрального процессора. Методы 0, 2, 4 и 6 (значение разряда 3 равно 0) являются методами прямой адресации; методы 1, 3, 5, 7 — методы косвенной адресации. При использовании в качестве РОН счётчика команд R7 (разряды с нулевого по второй установлены в единицу) применяются непосредственный, абсолютный и относительный методы адресации соответственно.
Методы прямой адресации содержат четыре метода:
1. регистровый метод адресации;
2. автоинкрементный метод адресации;
3. автодекрементный метод адресации;
4. индексный метод адресации.

Методы косвенной адресации содержат:
1. косвенно-регистровый метод адресации;
2. косвенно-автоинкрементный метод адресации;
3. косвенно-автодекрементный метод адресации;
4. косвенно-индексный метод адресации.

Во всех методах можно использовать счётчик команд, при этом если центральный процессор использует его для выборки слова из памяти, его содержимое автоматически увеличивается на 2. Наиболее эффективно его применение в непосредственном, абсолютном, относительном и косвенно-относительных методах адресации.
| Двоичный код | Наименование           | Функция |
| ------------ | ---------------------- | --- |
| 010          | Непосредственный       | Операнд выбирается из ячейки, следующей за словом команды.                                                                                    |
| 011          | Абсолютный             | Из ячейки, следующей за словом команды, выбирается адрес операнда.                                                                            |
| 110          | Относительный          | Операнд выбирается из ячейки, адрес которой определяется как сумма содержимого счётчика команд и ячейки, следующей за словом команды.         |
| 111          | Косвенно-относительный | Из ячейки, адрес которой определяется как сумма содержимого счётчика команд и ячейки, следующей за словом команды, выбирается адрес операнда. |

## Программное обеспечение
Базовое программное обеспечение «Электроники-60» представляло собой набор из 5 компонент, поставлявшихся на перфолентах. Набор включал в себя Загрузчик (Bootstrap), Редактор-наборщик (Editor), Ассемблер, Компоновщик (Linker) и Супервизор ввода-вывода (I/O Supervisor). Результатом работы каждой такой компоненты была перфолента, являвшаяся входной информацией для последующей компоненты, вплоть до Компоновщика. Результатом работы Компоновщика была исполняемая программа в машинных кодах. В качестве пользовательского терминала чаще всего использовалась электронно-механическая печатная машина «Консул». Устройствами ввода/вывода были ленточное считывающее устройство и перфоратор. Впоследствии печатающая машина была заменена алфавитно-цифровым дисплеем. Во второй половине 80-х годов XX века относительно большое распространение получили языки более высокого уровня, такие как Basic, Pascal и Ada. Серьёзным ограничением этих машин было отсутствие магнитных носителей данных, что значительно затрудняло разработку программного обеспечения.
Hа «Электронике-60» в июне 1984 года Алексей Пажитнов написал первый вариант игры «Тетрис».